# Grodzisko w Łomży
Grodzisko w Łomży (obecnie w Starej Łomży) do końca XIV wieku było centrum osadniczym najbliższej okolicy i poprzedzało lokacyjną Łomżę. Grodzisko jest położone na brzegu moreny czołowej, tworzącej skarpę zwaną Górą Królowej Bony. Grodzisko jest pozostałością po wczesnośredniowiecznym grodzie, na który składał się gród właściwy oraz dwa podgrodzia. Na podstawie badań archeologicznych wyróżniono trzy zasadnicze fazy funkcjonowania grodu:
- IX wiek – osada otwarta,
- początek XI wieku – gród typu cyplowego, który spłonął pod koniec XI wieku,
- połowa XII wieku – fortyfikacja terenu, gród właściwy i dwa podgrodzia otoczone własnymi wałami.

Gród na początku pełnił rolę obronną, a następnie handlową. Pod jego osłoną rozwijały się położone w pobliżu liczne osady. Na sąsiednim Wzgórzu Świętego Wawrzyńca od 1000 roku mieścił się kościół parafialny. W XIV wieku po zniszczeniu grodu w czasie Jaćwieskich najazdów, wyznaczono nową lokalizację Łomży oddaloną o 5 km na zachód od dotychczasowej.
Liczne badania przeprowadzone w XX wieku odkryły wielkość i bogactwo wczesnośredniowiecznego grodu, m.in. ceramiczne naczynia, żelazne narzędzia oraz szczątki spalonych drewnianych belek.
Obecnie prowadzi się prace mające na celu budowę grodu w oparciu o znane wczesnośredniowieczne metody konstruowania takich obiektów. Według założeń nowo wybudowany gród nie zostanie zbudowany na grodzisku. Będzie znajdował się bliżej miasta, przy nowej przeprawie mostowej (przy ul. Sikorskiego).